# Michael Krmenčík
Michael Krmenčík (Kraslice, 15 de marzo de 1993) es un futbolista checo que juega en la demarcación de delantero para el 1. F. C. Slovácko de la Liga de Fútbol de la República Checa.

## Selección nacional
Tras jugar en la selección de fútbol sub-18 de la República Checa, en la sub-19, en la sub-20 y en la sub-21, finalmente el 11 de noviembre de 2016 hizo su debut con la selección absoluta en un encuentro de clasificación para la Copa Mundial de Fútbol de 2018 contra Noruega que finalizó con un resultado de 2-1 a favor del combinado checo tras los goles de Joshua King para Noruega, y de Jaromír Zmrhal y del propio Krmenčík para la República Checa.

### Goles internacionales
| #  | Fecha                   | Estadio                                          | Oponente   | Gol | Resultado | Competición                                          |
| -- | ----------------------- | ------------------------------------------------ | ---------- | --- | --------- | ---------------------------------------------------- |
| 1. | 11 de noviembre de 2016 | Eden Arena, Praga, República Checa               | Noruega    | 1–0 | 2–1       | Clasificación para la Copa Mundial de Fútbol de 2018 |
| 2. | 22 de marzo de 2017     | Městský stadion, Ústí nad Labem, República Checa | Lituania   | 3–0 | 3–0       | Amistoso                                             |
| 3. | 26 de marzo de 2017     | San Marino Stadium, Serravalle, San Marino       | San Marino | 0-5 | 0-6       | Clasificación para la Copa Mundial de Fútbol de 2018 |
| 4. | 6 de junio de 2017      | King Baudouin Stadium, Bruselas, Bélgica         | Bélgica    | 1-1 | 2-1       | Amistoso                                             |
| 5. | 8 de octubre de 2017    | Doosan Arena, Pilsen, República Checa            | San Marino | 1–0 | 5–0       | Clasificación para la Copa Mundial de Fútbol de 2018 |
| 6. | 8 de octubre de 2017    | Doosan Arena, Pilsen, República Checa            | San Marino | 2–0 | 5–0       | Clasificación para la Copa Mundial de Fútbol de 2018 |
| 7. | 26 de marzo de 2018     | Guangxi Sports Center, Nanning, China            | China      | 1-3 | 1-4       | China Cup 2018                                       |
| 8. | 13 de octubre de 2018   | Estadio Anton Malatinský, Trnava, Eslovaquia     | Eslovaquia | 0-1 | 1-2       | Liga de Naciones de la UEFA 2018-19                  |
| 9. | 4 de septiembre de 2020 | Tehelné pole, Bratislava, Eslovaquia             | Eslovaquia | 0-3 | 1-3       | Liga de Naciones de la UEFA 2020-21                  |

## Clubes
| Club                                   | País            | Año       | Partidos | Goles |
| -------------------------------------- | --------------- | --------- | -------- | ----- |
| F. C. Viktoria Plzeň                   | República Checa | 2011      | 3        | 1     |
| F. K. Baník Sokolov (cedido)           | República Checa | 2012      | 12       | 1     |
| F. K. Čáslav (cedido)                  | República Checa | 2012-2013 | 15       | 2     |
| F. C. Sellier & Bellot Vlašim (cedido) | República Checa | 2013      | 14       | 5     |
| F. C. Baník Ostrava (cedido)           | República Checa | 2014      | 11       | 2     |
| F. K. Dukla Prague (cedido)            | República Checa | 2014-2015 | 30       | 10    |
| F. C. Viktoria Plzeň                   | República Checa | 2015-2020 | 122      | 62    |
| Club Brujas                            | Bélgica         | 2020-2021 | 19       | 3     |
| PAOK de Salónica F. C. (cedido)        | Grecia          | 2021      | 28       | 9     |
| S. K. Slavia Praga (cedido)            | República Checa | 2021-2022 | 21       | 4     |
| Persija Jakarta                        | Indonesia       | 2022-2023 | 23       | 10    |
| Apollon Limassol                       | Chipre          | 2023-2024 | 29       | 2     |
| 1. F. C. Slovácko                      | República Checa | 2024-     | 25       | 3     |

## Palmarés

### Campeonatos nacionales
| Título                               | Club                   | País            | Año  |
| ------------------------------------ | ---------------------- | --------------- | ---- |
| Liga de Fútbol de la República Checa | F. C. Viktoria Plzeň   | República Checa | 2011 |
| Supercopa de la República Checa      | F. C. Viktoria Plzeň   | República Checa | 2011 |
| Liga de Fútbol de la República Checa | F. C. Viktoria Plzeň   | República Checa | 2016 |
| Liga de Fútbol de la República Checa | F. C. Viktoria Plzeň   | República Checa | 2018 |
| Primera División de Bélgica          | Club Brujas            | Bélgica         | 2020 |
| Copa de Grecia                       | PAOK de Salónica F. C. | Grecia          | 2021 |